# Корнелије Квас
Корнелије Квас (Београд, 27. октобар 1970) српски је писац и универзитетски професор словачког порекла.
Квас је редовни професор на Катедри за општу књижевност и теорију књижевности Филолошког факултета у Београду.

## Биографија

#### Порекло
Корнелије Квас рођен је 27. октобра 1970. у Београду. Корнелијев прадеда, Штефан Квас, био је писац читанки на словачком језику]. Брат његове баке Марте (Окаљи) Квас био је Данијел Окаљи, словачки књижевник, књижевни критичар, правник, политичар, први потпредседник Матице словачке. Његов деда по мајци је Марко Ећимовић, народни херој Југославије.

#### Образовање
Основну школу и гимназију завршио је у Лазаревцу. Студирао је на Медицинском факултету у Београду школске 1989/1990. године. Студије на Филолошком факултету Универзитета у Београду, на Групи за Општу књижевност и теорију књижевности, отпочео је школске 1991/1992. године. Дипломирао је 1995. године а току студија био је стипендиста Министарства науке Републике Србије. Магистрирао је и докторирао на Филолошком факултету (1998, 2005) под менторством проф. др Леона Којена.

#### Академска каријера
Од 1999. године ради на Катедри за општу књижевност и теорију књижевности Филолошког факултета у Београду. У звање доцента изабран је 2006. године, у звање ванредног професора 2013, а редовни професор постао је 2019. године. На основним студијама предаје предмете Античке поетике, Трагички јунак, Књижевне теорије од романтизма до натурализма, Историју опште књижевности (реализам) и Иго и романтизам. На дипломским (мастер) студијама предаје Интерпретативне теорије. На докторским студијама држи наставу из предмета Књижевност, фикција и истина и Интертекстуалне теорије.
Предавао је по позиву на Универзитету Кембриџ (2016), у Црногорској академији наука и умјетности (ЦАНУ) и на Филолошком факултету Универзитета Црне Горе (2018). Учествовао је у акредитацији предмета Политичко у европској драми на Факултету Политичких наука — Универзитет у Београду (2021). Од 2022. године, заједно са проф. др Бојаном Ковачевићем, на Факултету политичких наука предаје предмет Политичко у европској драми.
Сарадник је у међународним пројектима. Излагао је на више од тридесет међународних и домаћих научних конференција и објавио преко шездесет научних радова. Архивирано на веб-сајту  (20. јул 2023)

## Дела

#### Научне монографије
- Интертекстуалност у поезији, Београд: Завод за уџбенике и наставна средства, 2006.[7]
- Истина и поетика, Нови Сад: Академска књига, 2011.[8]
- Границе реализма, Београд: Завод за уџбенике, 2016.[9]
- The Boundaries of Realism in World Literature, (превод Границе реализма на енглески језик), Lanham, Boulder, New York, London: Lexington Books, 2019;[10] друго издање 2020.

#### Проза
- Зенонов пут, Београд: Службени гласник, 2022.[11]
- „Како је Јоханес сусрео свог писца”, Књижевни магазин, бр. 227‒228, 39‒40.[12]
- Жена која зауставља сатове, Нови Сад: Академска књига, 2023.[13]

#### Одабрани научни текстови
- Проблем релативизма у теорији тумачења[14]
- Појам Интерпретативне заједнице Стенлија Фиша[15]
- Глухоте Момчила Настасијевића у светлу Рифатеровог тумачења поезије[16]
- Jakobsonov uticaj na Rifaterovu poetiku[17]
- Рифатерово схватање поезије[18]
- Словенска антитеза и Виктор Иго[19]
- Интертекстуалност песме „Santa Maria della Salute” Лазе Костића[20]
- Осећање и мишљење у Андрићевој Госпођици[21]
- Просторна транспозиција Костићевог начела укрштаја[22]
- Песничка струна Момчила Настасијевића[23]
- Реалистичка мотивација, актуализам и посибилизам[24]
- Два романа у роману Зли дуси Ф. М. Достојевског[25]
- Zeko: poetika prostora[26]
- Симболи и гротеска у песми „Гротеска” Милоша Црњанског[27]